# Lepanto-Bóntoc
Lepanto-Bóntoc fue una provincia de Filipinas, existiendo desde 1902 hasta 1908. La provincia abarcaba gran parte de la sección central de las montañas de la Cordillera Central en Luzón. Su capital fue Cervantes, en la subprovincia de Lepanto.

## División administrativa

Subprovincias de Lepanto-Bóntoc en colores.

Antes de su incorporación a la provincia de la Montaña en 1908, su territorio constaba de:
- la subprovincia de Amburayan (capital: Alilem, 1902-1907; Tagudín, 1907-1920), que abarca la mayor parte de la cuenca del río Amburayan.
- la subprovincia de Bóntoc (capital: Bóntoc), que abarca las porciones superiores de las cuencas de los ríos Chico y Siffu.
- la subprovincia de Kalinga (capital: Tabuk), que abarca las partes bajas de la cuenca del río Chico al sur de Tuao en Cagayán, y
- la subprovincia de Lepanto (capital: Cervantes), que abarca la mayor parte de la cuenca alta del río Tineg (Abra).

El territorio de Lepanto-Bóntoc ahora se divide entre las actuales provincias de:
- Benguet (municipios de Bakun y Mancayan).
- Ilocos Sur (municipios de Alilem, Cervantes, Gregorio del Pilar, Quirino, San Emilio, Sígay, Sugpón, Suyo y Tagudín).
- Calinga.
- La Unión (municipios de San Gabriel, Santol y Sudipen).
- Provincia Montañosa.

## Historia
Lepanto-Bontoc fue creada el 28 de mayo de 1902 mediante la Ley n.º 410 de la Comisión Filipina. Incluidas en el territorio de la nueva provincia estaban las comandancias de la era española de Amburayan, Bóntoc y Lepanto, que se convirtieron en sus tres subprovincias componentes. En virtud de la misma ley, la comandancia de Bontoc, al convertirse en una subprovincia, anexó todos los territorios no asignados a su norte que se encontraban entre los límites orientales de Abra y los límites occidentales de Cagayán. Este territorio, correspondiente a la cuenca baja del río Chico, fue posteriormente organizado en la subprovincia de Kalinga mediante la Ley N.º 1642, promulgada el 9 de mayo de 1907.
La provincia se amplió ligeramente cuando Tagudín, la ciudad costera en la desembocadura del río Amburayan, se separó de Ilocos Sur y se convirtió en la capital de la subprovincia de Amburayan el 15 de mayo de 1907 en virtud de la Ley n.º 1646 de la Comisión Filipina.
El 18 de agosto de 1908, la Legislatura de Filipinas anexó las cuatro subprovincias de Lepanto-Bóntoc a la Provincia Montañosa a través de la Ley n.º 1876, poniendo fin efectivamente a su existencia como provincia.